# Cordero (Wenezuela)
Cordero – miasto w Wenezueli, w stanie Táchira.